# Slava (ime)
Slava je žensko osebno ime.

## Izvor imena
Ime Slava je različica ženskega osebnega imena Slavka.

## Pogostost imena
Po podatkih Statističnega urada Republike Slovenije je bilo na dan 31. decembra 2007 v Sloveniji število ženskih oseb z imenom Slava: 448.

## Osebni praznik
V koledarju je ime Slava uvrščeno k imenoma Alojzij oziroma  Stanislav.